# コンモドゥス
コンモドゥス（Commodus, 161年8月31日 - 192年12月31日、在位期間180年 - 192年）は、177年から180年の父マルクス・アウレリウスの死までは父と共同で、それ以降192年までは単独でローマ皇帝を務めた。ルキウス・アウレリウス・コンモドゥス（Lucius Aurelius Commodus）として生まれ、死去した際はルキウス・アエリウス・アウレリウス・コンモドゥス（Lucius Aelius Aurelius Commodus）という名前であった。
彼の治世は一般にパクス・ロマーナとして知られるローマ帝国の歴史における黄金期の終わりを示すと考えられている。
父の在位中、172年のマルコマンニ戦争でマルクス・アウレリウスに随行し、176年には東部地方を巡遊し、177年にローマ史上最年少の執政官となり、その後、父とともに帝位についた。79年にティトゥスがウェスパシアヌスの後を継いで以来の、男子が実父の後を継いだ即位であった。彼はまた、父親と祖父（父親を養子にした）の両方を前の2人の皇帝として持つ最初の皇帝でもあった。コンモドゥスは、初の(また、337年までは唯一の)「紫色（父親の統治している間の意味）に生まれた」皇帝であった。
単独統治の間、帝国はマルクス・アウレリウスの治世と比較して軍事紛争が減少していたが、陰謀や謀議がはびこり、コンモドゥスは次第に独裁的なリーダーシップをとるようになり、ついには宗教のような個人崇拝に至った。192年におけるその暗殺は、ネルウァ＝アントニヌス朝の終焉を意味した。その後、帝位は激動の五皇帝の年の最初の皇帝であるペルティナクスに引き継がれた。

## 皇帝即位まで

### 出自
コンモドゥスことルキウス・アウレリウス・コンモドゥス・アントニヌスは、第16代皇帝マルクス・アウレリウスと、第15代皇帝アントニヌス・ピウスの娘小ファウスティナの子としてラヌウィウムで生まれた。両親は従兄妹でウェルス家という一族の出身であるが、この一族の最も著名な祖先は第13代皇帝トラヤヌスの姉マルキアナである。従って父と祖父のみならずハドリアヌスとトラヤヌスの血統も父方・母方双方から受け継いでおり、まさにネルウァ＝アントニヌス朝の系図を結ぶ存在といえる。
次姉ルキッラは父の共同皇帝であったルキウス・ウェルスの妻であり、叔母（父の妹）アンニア・コルニフィキア・ファウスティナ（122/123年 - 153年から158年以前）の曽孫アンニア・アウレリア・ファウスティナ（201年頃 - 222年頃）は第23代皇帝ヘリオガバルスの3番目の妻となっている。アンニア・アウレリア・ファウスティナはマルクス・アウレリウス・アントニヌスの曽孫でもある。父方の祖母がマルクスの長女ガレリア・ファウスティナ（147年 -165年）で、母方の祖母がアンニア・コルニフィキアファウスティナの長女ウッムディア・コルニフィキア・ファウスティナ（141年頃 - 182年頃）だからである。父はガレリアの息子グナエウス・ティベリウス・クラウディウス・セウェルス（163年 - 218年）、母はウッムディアの娘アンニア・ファウスティナ（165年 -218年）という続柄になる。アンニア・アウレリア・ファウスティナはヘリオガバルスの妻となる前に、この結婚を実現する為に処刑された前夫ポンポニウス・バッスス（175年 - 221年）との間にポンポニウス・バッスス（220年 - 271年以降）とポンポニア・ウッムディア（219年 - 275年以降）の1男1女があり、彼女の血筋は少なくともネルウァ=アントニヌス朝断絶（コンモドゥスの死）から約540年後の8世紀まで存続している。諸皇帝の中でも屈指の良家に生まれたことは、同時代の人間にも認められるところであった。家族は他に双子の兄ティトゥス・アウレリウス・フラウィウス・アントニヌスと、1歳下の弟マルクス・アンニウス・ウェルスがいた。
『ローマ皇帝群像』によれば、父方母方の更に遠い祖先はポンペイウスであり、カエサルと敵対した人物の末裔が皇帝に即位したという皮肉なエピソードが紹介されているが、信憑性は定かではない。この記述では、ポンペイウスと3番目の妻ムキアの娘ポンペイアがコンモドゥスから数えて9代前で、ポンペイウスが10代前にあたるという。つまり、コンモドゥスの父母はポンペイウスの雲孫（玄孫の玄孫）、コンモドゥスはポンペイウスの雲孫の子ということになる。

### 生い立ち

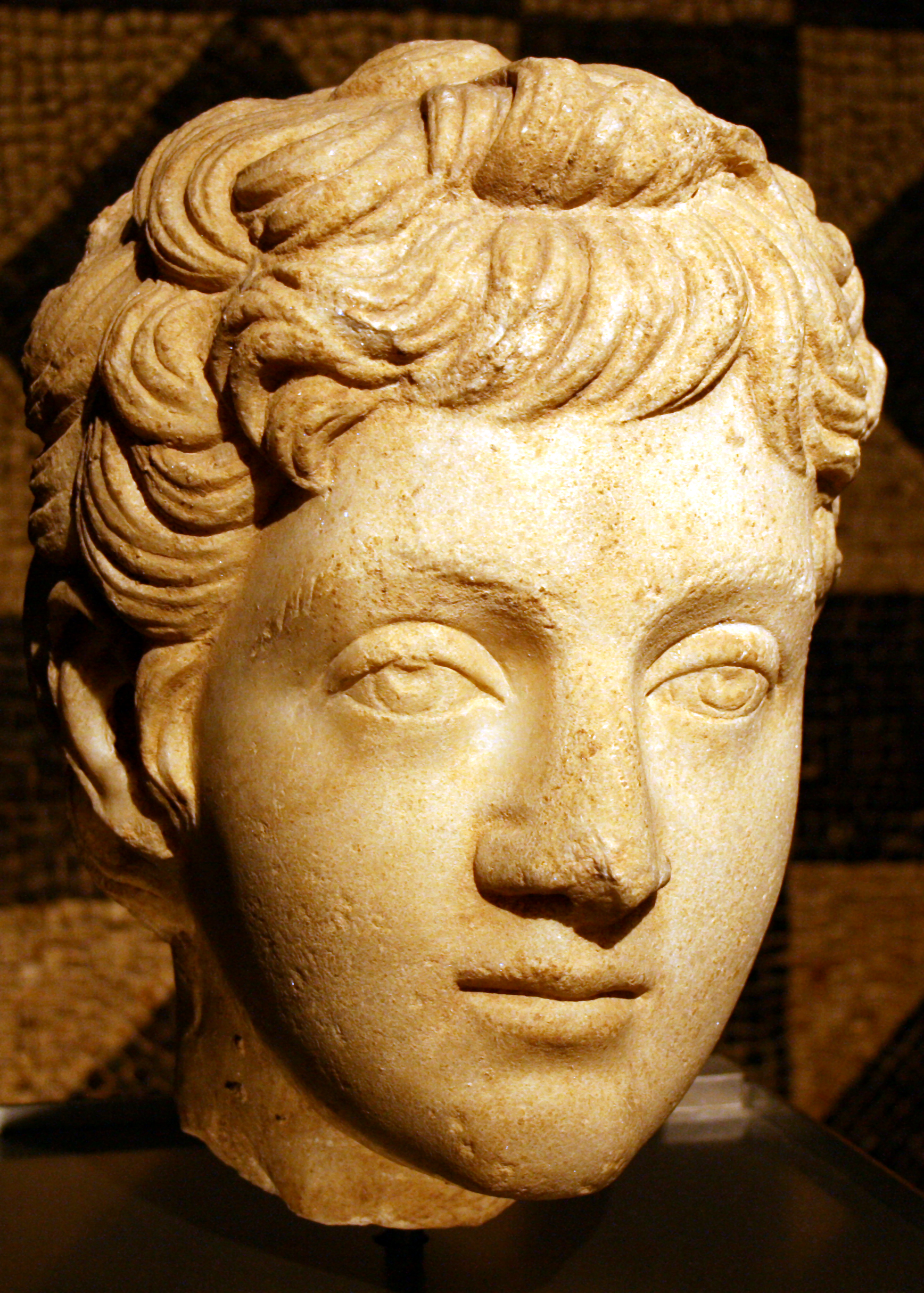
少年時代のコンモドゥス

165年、存命だった父アウレリウスの子供達7人の1人で、コンモドゥスの兄弟の内、体の弱かった五男フラウィウスが帝位を継がずに早逝する悲劇が起きた。フラウィウスの死を深く悲しんだアウレリウスはフラウィウスの双子の弟であるコンモドゥスもやはり早死にするのではないかと恐れて、専門医を幼い息子に付けたという。この時に侍医を務めたのが中世時代に伝説的な医学者として記憶されるガレノスで、病弱なコンモドゥスは兄と同じく多くの病気に見舞われたが、医師の治療で辛うじて生き延びた。
166年、コンモドゥスは5歳で弟ウェルスと共に副帝（事実上の後継者）に指名され、帝位継承者に相応しい教育を受け始めた（但し、弟ウェルスは169年に6～7歳で早世し、コンモドゥスが父アウレリウスの男子の中で唯一の生き残りとなった。ウェルスが早世した翌年の170年に父母の末子で、コンモドゥスから見れば唯一の妹であるウィビア・アウレリア・サビナ（後に執政官ルキウス・アンティスティウス・ブッルスと結婚。ブッルス処刑後はルキウス・アウレリウス・アガクリュトゥスと再婚。2人の夫との間に子女は無い。217年以前に没）が生まれている）。父アウレリウスはコンモドゥスの教育を自ら手がけ、博学な知識を生かして様々な学問について息子に教えた。これはコンモドゥスに文官としての知識と能力を与えたが、その反面として父と同じく軍人としての能力は犠牲にされてしまった。コンモドゥスは多神教時代のローマにおいて、それらを束ねる存在であった神祇官としての教育を神学院（コッレギウム・ポンティフェクム、en）で受けた。これは共和政時代の議会や官職・公職などの制度を引き継ぐ前期ローマ帝国において、本格的なキャリアを積むための第一歩だった。
172年、11歳のコンモドゥスは父の副官としてマルコマンニ人との戦争に出兵し、カルヌントゥム市に設置された本陣に加わった。同年に勝利を収めた後、軍の兵士たちの前でアウレリウスはコンモドゥスに「ゲルマニクス」の称号を与えた。征服者の称号は戦争での貢献が前提であったので、これはコンモドゥスがマルコマンニ戦争での父の勝利に一定の関わりを持っていたことを示唆している。コンモドゥスは前線に父と共に赴き、その際に沼に落ちたアウレリウスを救ったという。

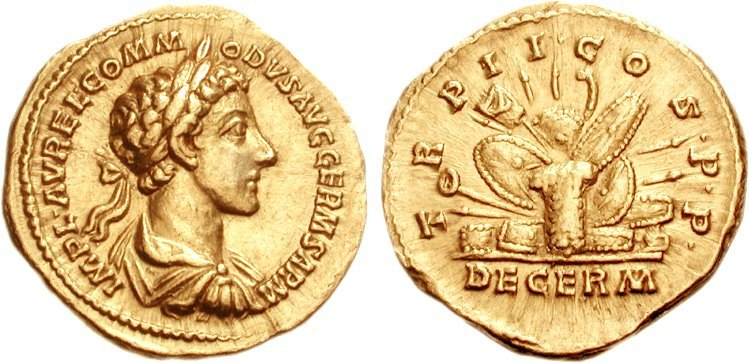
コンモドゥス

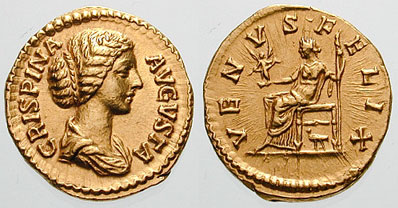
ブルッティア・クリスピナ

175年4月、体調面の不調で知られていたアウレリウスが亡くなったという噂が属州で流れる事件が起きる。これを受けてシリア総督ガイウス・アウィディウス・カッシウスは、公然と自らが「6人目の賢帝」になると宣言した。訃報が噂に尾鰭が付いたものであったことが判明した後も、シリア・パレスチナ・エジプトの軍団から支持を取り付けていたカッシウスは帝位を請求する行動を活発化させていった。
騒乱の中、ドナウ川の軍団駐屯地で誕生日を迎えたコンモドゥスは、少年の装いからトガを新たに纏い直して少年期に終わりを告げた。それから程なくアウィディウス・カッシウスは部下である百人隊長の裏切りによって暗殺され、帝位を狙う反乱は鎮められる。コンモドゥスは父アウレリウスに連れられてアンティオキアやアテーナイを訪問する旅を行い、途上でエレウシスの秘儀を受けたと伝えられている。

### 帝位継承
アウレリウス帝は在位中に後継者を儲けており、初めから帝位継承者として育てられる息子を持つ最初のローマ皇帝だった。したがって、それまで養子による継承を基本としていた「賢帝の時代」の一人とはいえ（また自らもその恩恵に与ったとはいえ）、彼はコンモドゥスを継承者にする確固たる決意を固めていた。176年、成人の儀式から1年後にアウレリウスは、息子に皇帝称号の一つであるインペラトル（軍指揮官）を付与することを宣言し、帝位継承の意思が内外に明確に示された。
そして続く177年にアウグストゥス（尊厳者）の称号も与え、これでコンモドゥスは「カエサル」「インペラトル」「アウグストゥス」という三大称号を得て、父とほぼ同等の政治的地位を与えられた。即ち、父から共同皇帝としての指名を受けたのである。若い共同皇帝に対して父アウレリウスは凱旋式の挙行という名誉をまず与え、その上で護民官を兼務させて「身体の不可侵」という最も神聖な特権を享受させた。
177年1月、コンモドゥスは護民官に続いて執政官にも就任した。わずか15歳での執政官就任はローマ史上でも最年少であり、父親としての溺愛に近い扱いであった。178年に最初の仕事としてドナウ川を再訪することになったコンモドゥスは、その直前に父が目をかけていた名門貴族の子女ブルッティア・クリスピナと結婚した。順調に思えた帝位継承であったが、ドナウ川で前線の視察を父と行っていた最中、体調を崩したアウレリウスは病床の人となった。
闘病の末、180年に父アウレリウスはそのまま帰らぬ人となり、一人残された18歳のコンモドゥスは第17代ローマ皇帝として即位することになる。

## 治世

### 対外政策

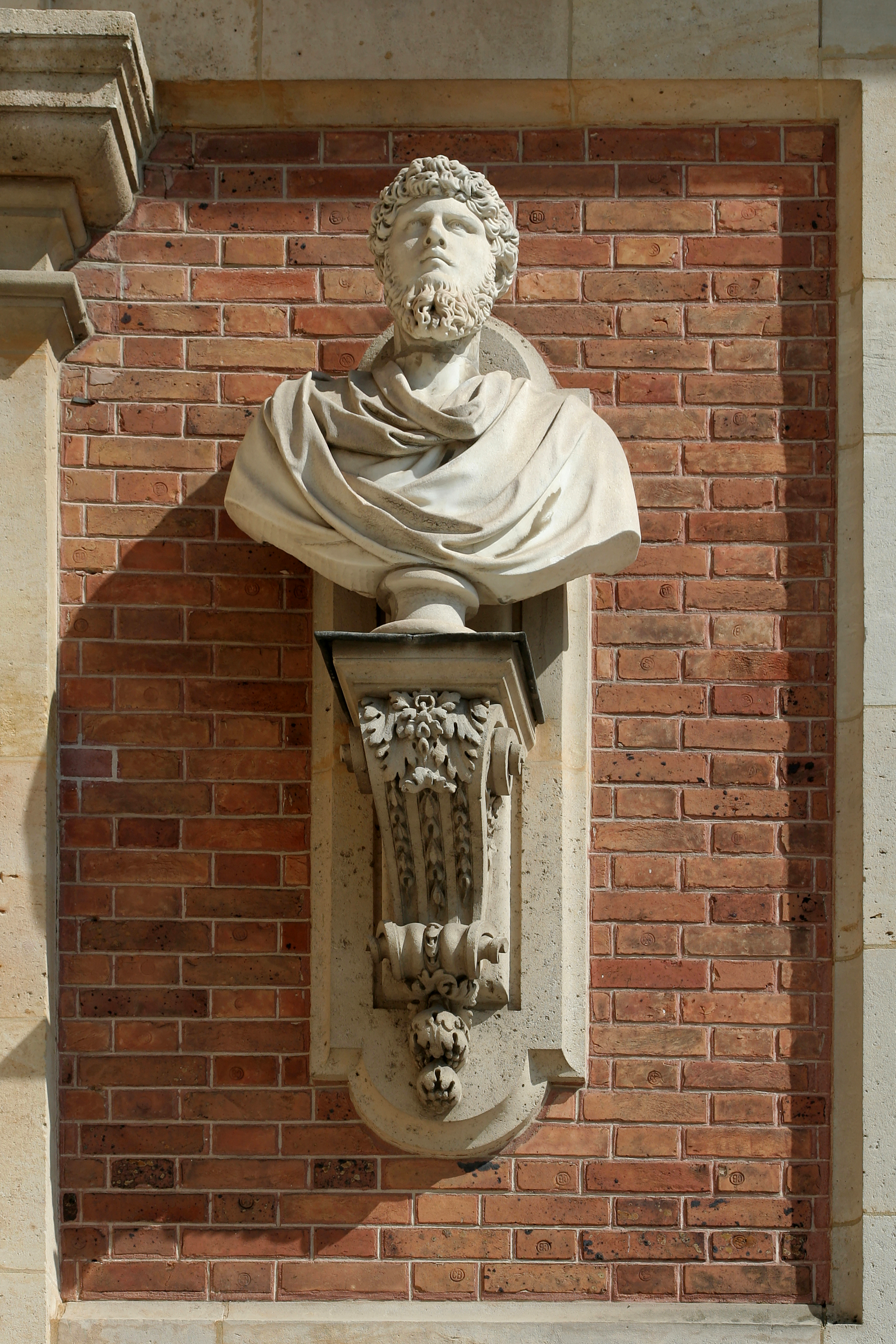
ヴェルサイユ宮の「大理石の中庭」に安置されるコンモドゥス像。
父アウレリウスの胸像と似通った風貌が確認できる。

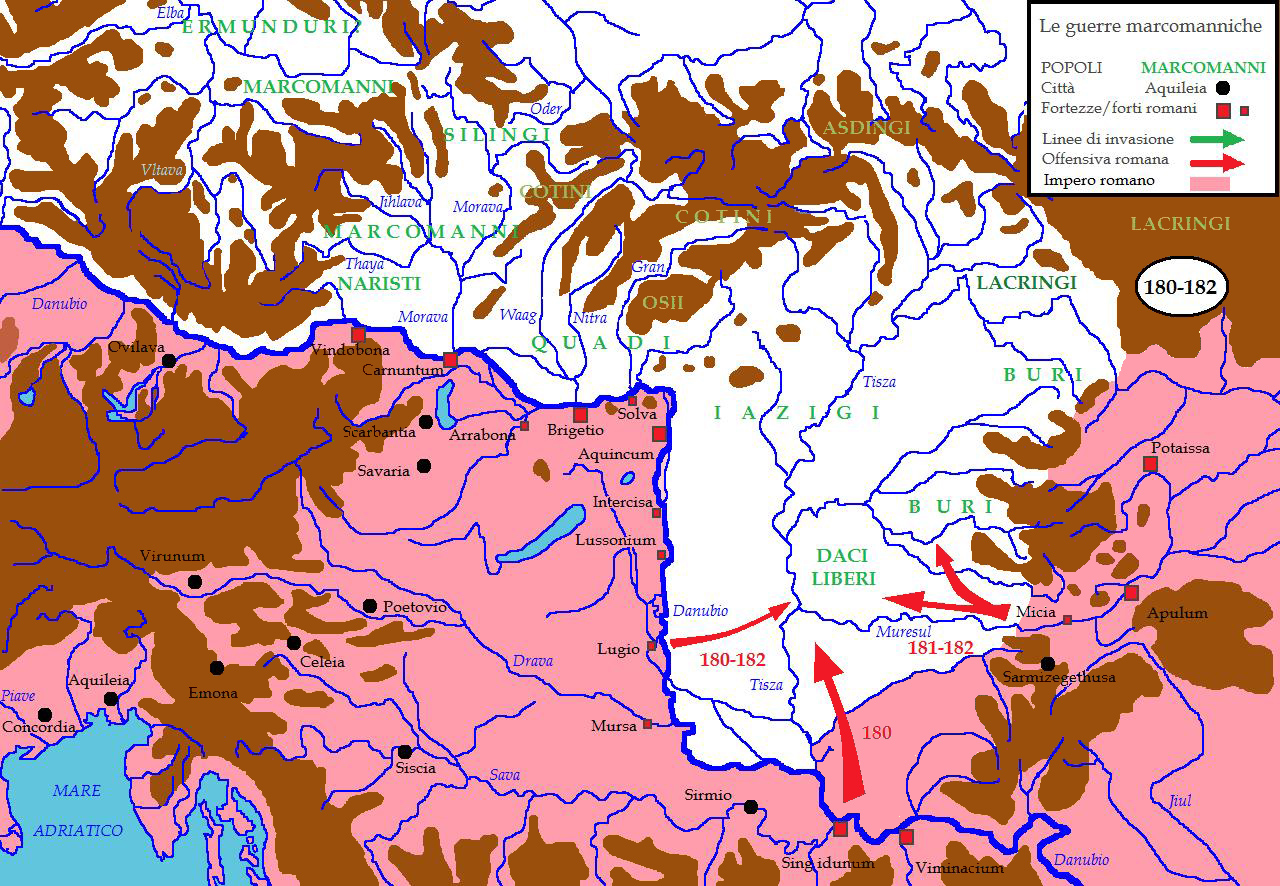
180年-182年にかけての攻勢図

父の死後、しばらくコンモドゥスはドナウ川軍団の総司令官として前線に留まりつつ、際限のない蛮族との戦いを終わらせるための講和を模索した。半年近い交渉の末、蛮族とドナウ川沿いでの領土線を確定して戦争を終結させる。講和の内容は捕虜となっていた軍団兵の返還と年貢の支払い（これは途中で免除された）、及びマルコマンニ族と同盟を結んでいたクアディ族が合計1万3000名の同盟兵を提供することだった。また両部族はローマ帝国軍の監督下に置かれ、周辺部族との戦争も必ず皇帝の裁可を求めるものとした。
同じくローマ軍に対する攻撃を狙っていたブリ族からは相手から講和が求められたが、コンモドゥス帝は攻撃準備を整えるための物であると見抜いて拒絶した。彼は幾つかの戦いでブリ族を攻撃し、人質を取ることを条件にした休戦を認めさせてブリ族を屈服させた。その後も周辺部族にローマへの帰順と捕虜返還を条件にした講和案を結んで戦線の安定化を図った。マルコマンニ族が疲弊していたことから、同時代では「瀕死の相手を助けた」「中立地域の農地を捨てた」と講和は感情的に評価されていた。実際にはドナウ川流域の軍事的平和に繋がり、テオドール・モムゼンは膨大化していた軍事費の抑制に成功したと評している。ドナウ川の情勢安定をもってローマ本国に帰還、180年10月22日に凱旋式を挙行した。
182年、元老院はコンモドゥスに既に与えられている「ゲルマニクス」（Germanicus）の称号に加えて「ゲルマニクス・マクシムス」（Germanicus Maximus）の称号を与えた。183年、アウフィディウス・ウィクトリヌスを共同執政官に指名したコンモドゥスは属州ダキアで蛮族の反乱に対する遠征軍を派遣した。この戦争がいかなる内容と推移を持ったのかは今日記録が残っていないために不明であるが、五皇帝の年に関わるクロディウス・アルビヌスとペスケンニウス・ニゲルが戦功を挙げたことは分かっている。
翌年、今度は属州ブリタンニアでハドリアヌスの長城を巡る蛮族との戦いが起き、立て続けに国境部隊が敗れ去る事件が起きた。コンモドゥスは新司令官としてウルピウス・マルケルスを派遣した。マルケルスは自らの業績を誇示するべく、厳しい軍規をもって無慈悲に蛮族を打ち倒した が、厳しすぎる軍規に嫌気が指した兵士たちが軍団幕僚（レガトゥス）を指導者にして暴動を起こしてしまい、最終的にマルケルスがガリアに追放される事態に発展した。だが反乱は幕僚たちがコンモドゥスに忠誠を誓っていた為、皇帝の命令に従って武装解除された。184年、元老院から「ブリタンニクス」（Britannicus）の称号を与えられた。
コンモドゥスは兵士の罪を許す一方で属州ブリタンニアの全ての軍団幕僚を左遷したが、これは近衛隊長セクストゥス・ペレンニスによる讒言と伝えられる。軍は幼い頃から前線を共にした皇帝に敬意を抱いていたが、ペレンニスには激しい憎悪を募らせた。カッシウス・ディオによれば処罰がペレンニスの命によるものと知ったブリタンニア駐屯軍は1500名の有志でローマを訪れ、皇帝に窮状を直訴したという。コンモドゥスは任地を離れて直訴しに訪れた兵士達を叱責したが、訴えを受けてペレンニス処刑を命じ、マルケルスも皇帝への反逆罪という名目で投獄された。
一方、ヘロディアヌスはペレンニスの内通者によって彼が反乱を計画していると知ったコンモドゥス自身の判断によって、ペレンニスが処刑されたと書き残している。ローマの出来事を伝え聞いていなかったペレンニスの息子もコンモドゥスにより呼び出され、その途中で暗殺されたとされる。コンモドゥスは権力の分散による帝位簒奪の阻止を考え、総督や高官職の兼任や長期在任を禁じることとした。

### 国内統治
即位から暫くは長姉の夫クラウディウス・ポンペイアヌス、妻の父ガイウス・ブルトゥス・プラセネエス、首都長官アウフィディウス・ウィクトリヌス、近衛隊長セクストゥス・ペレンニスら重臣と協力して統治を行っていたが、次第に貴族達の堕落した生活に毒されていった。特にペレンニスは優秀な軍人で皇帝をよく補佐したが、同時に堕落した文化を教え込んだ奸臣の一人でもあり、有力貴族の財産を没収するなどの問題行動を起こしていた。若き日に宮殿の退廃に葛藤した過去を持つ父帝は「若者は欲望の前に容易に堕落させられる」との警句を残したが、まさに自らの子がその言葉通りとなった。とはいえこの時点でコンモドゥスの治世はそれほどに失点のあるものではなく、私生活でも父に教えられた自らを律する習慣がまだ生きていた。
建築面でも元々神殿に近い立場であったためか父親を弔うアウレリウス神殿など複数の礼拝所を各地に建設させ、建設者や時期に関する碑銘が削られているマルクス・アウレリウスの記念柱もコンモドゥスによる建設ではないかとする論者もいる。また治安面では軍の脱走兵がゲルマニアやガリアで治安を乱していることが社会問題となっていたが、この問題に徹底した対処を行った。コンモドゥスの治世が大きく狂い始めるのは家庭内の不和によるところが大きかった。

### 暗殺未遂事件

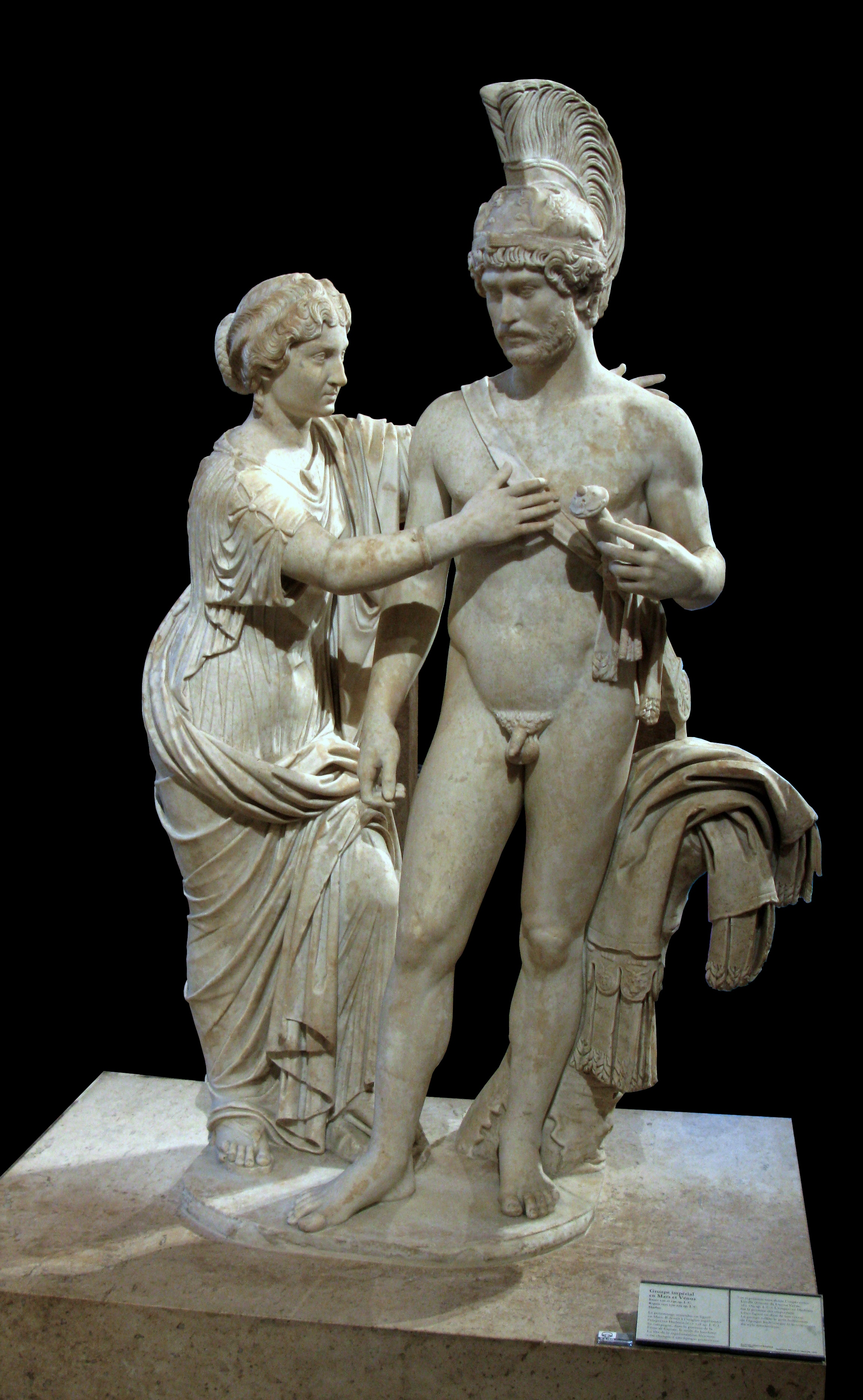
「軍神マルスと女神ウェヌス」（ルーヴル美術館）
この立像における女神ウェヌスがルキッラを模して作ったものと言われている。

コンモドゥスの父と母は30年の結婚生活（145年から175年）で合計14人の子供を儲けていた（147年から170年の23年の間に子女を儲けた。7男6女は性別は判明しているが、158年以前に亡くなった子供の性別が不明な為、「7男7女」なのか「8男6女」かは断定が出来ない）。その内、父母の死後（182年時点）も記録中で存命だったのは、男子はコンモドゥスのみで、女子は次女ルキッラ、四女ファディッラ、五女コルニフィキア・ファウスティナ、六女ウィビア・アウレリア・サビナの4人でコンドゥスから見れば3人の姉（ルキッラ、ファディッラ、コルニフィキア・ファウスティナ）と1人の妹（ウィビア・アウレリア・サビナ）がいたが、それぞれが大貴族の妻として政略結婚を行って王朝を支えていた（因みに長女アンニア・アウレリア・ガレリア・ファウスティナは147年11月30日に父母の長女にして長子で、元老院議員グナエウス・クラウディウス・セウェルスと結婚してグナエウス・クラウディウス・セウェルス（163年 - 218年。西暦200年に執政官叙任）を生んだが、2年後（165年頃）に18歳で病没している）。その中でも最年長の次女ルキッラは野心高く、また父の共同皇帝だった前夫ルキウス・ウェルスの死によってアウグスタの称号を与えられ、皇帝たる弟にすら一目置かれていた。彼女は自らの後夫クラウディス・ポンペイウスを弟の側近にしようとしたが、コンモドゥスは年の近い妻のクリスピナの意見を聞き、妻の親族を重用した。
ある時、劇場を訪れたルキッラに対して、貴族達は后妃であるクリスピナに皇帝の隣席を譲るように促した。姉を隣席させていたのは皇帝の姉に対する配慮であったが、習慣から言えば妻を隣に置くのが儀礼であったからである。これに屈辱を感じたルキッラは自らの地位を不安に思い、弟の暗殺と帝位簒奪を計画する。帝位に推されたポンペイウス自身は妻をむしろ説得したとされるが、ルキッラは自らの愛人であった従兄弟のマルクス・ウムディウスとクラウディウス・アッピウスに命じて、劇場を訪れたコンモドゥスを暗殺しようとした(182年)。しかし実行犯が正当化のためにわざわざ「元老院の命により」と叫んでから飛びかかったため、あっさり護衛兵が叩き伏せてしまった。
コンモドゥスは暗殺者2人をただちに処刑したが、姉は殺すことができずカプリ島への流刑とした。周囲の忠誠を疑ったコンモドゥスによる粛清は厳しく、無関係の者も含めて大勢の貴族や将軍が処刑された。クラウディス・ポンペイウスは自身は無関係であったため許されたが、政界での立場を失い引退に追い込まれた。自らも元老院議員であったカッシウス・ディオは触れていないが、在野の歴史家であったヘロディアヌスはこの出来事でコンモドゥスが元老院を疑うようになったと評している。

### 暴政の開始

#### クレアンデルの専横
ルキッラの陰謀以降、コンモドゥスは身辺の警護に気を払うようになっていた。そのなかで幼少期から身辺の世話をしていたフリギア人の解放奴隷マルクス・アウレリウス・クレアンデルを帝国執事長に指名していたが、宮殿で孤立したこともあって身近な友人であるクレアンデルを重用するようになる。ペレンニスが処刑されるとコンモドゥスはますますクレアンデルへの依存を深め、皇帝の相談役となったクレアンデルはコンモドゥスの信頼を武器にして私腹を肥やしていった。彼は賄賂の見返りにコンモドゥスへ属州総督や軍司令官、元老院議員などに推薦する汚職政治で膨大な財産を得ていった。クレアンデルの専横は日増しに高まっていき、188年には前任者を暗殺した上で強引に近衛隊長官の地位まで手にしている。
しかし、この近衛隊長官就任がクレアンデルの権力の頂点であった。190年にローマで穀物危機が発生した際、帝国は民衆に十分な食料を供給できなかった。結果、それまでコンモドゥスを支持してきた民衆が各地で暴動を起こすようになった。クレアンデルの責務は皇帝の護衛であって食糧問題は直接関係なかったが、物資長官パピリス・ディオニュシオスは罪をクレアンデルに被せた。民衆の怒りの矛先はクレアンデルへと向かい、6月末に民衆はクレアンデルの処罰をコンモドゥスに求めるべく円形闘技場に集まった。巫女に先導される民衆は口々にコンモドゥスを讃える一方、クレアンデルにはあらん限りの罵倒を叫んで行進した。あわてたクレアンデルは近衛兵部隊を差し向けて民衆を虐殺したが、民衆の側も激しい抵抗を見せ、また首都長官としてコンモドゥスの側近に昇格していたペルティナクスが首都護衛隊 (en) を動員して暴動を鎮静化させようとした。
ローマ近郊の離宮に滞在していたコンモドゥスはクレアンデルからの報告のみを信じていたため、重臣たちが動乱について報告しても信用しなかったと言われている。しかし姉ファディラの説得もあり、悩んだものの重臣たちの要請を受けてクレアンデルの処断を命じた。ローマから逃げ込んできたクレアンデルはコンモドゥスによって槍で頭を串刺しにされ、暴徒と化した民衆の前に投げ出された。民衆は喜び、クレアンデルの遺体に罵声を浴びせたのち、下水に投げ込んだ。これで民衆の怒りは収まったが、重臣たちは知らなかったとはいえクレアンデルに力を与えていたコンモドゥスにも怒りが向けられることを危惧した。
だがコンモドゥスがローマの民衆の前に現れると、民衆は歓呼の声で皇帝への讃辞を叫び、むしろ宮殿に向かう皇帝をクレアンデルに与していた近衛兵部隊に代わって護衛したという。

#### 親政再開

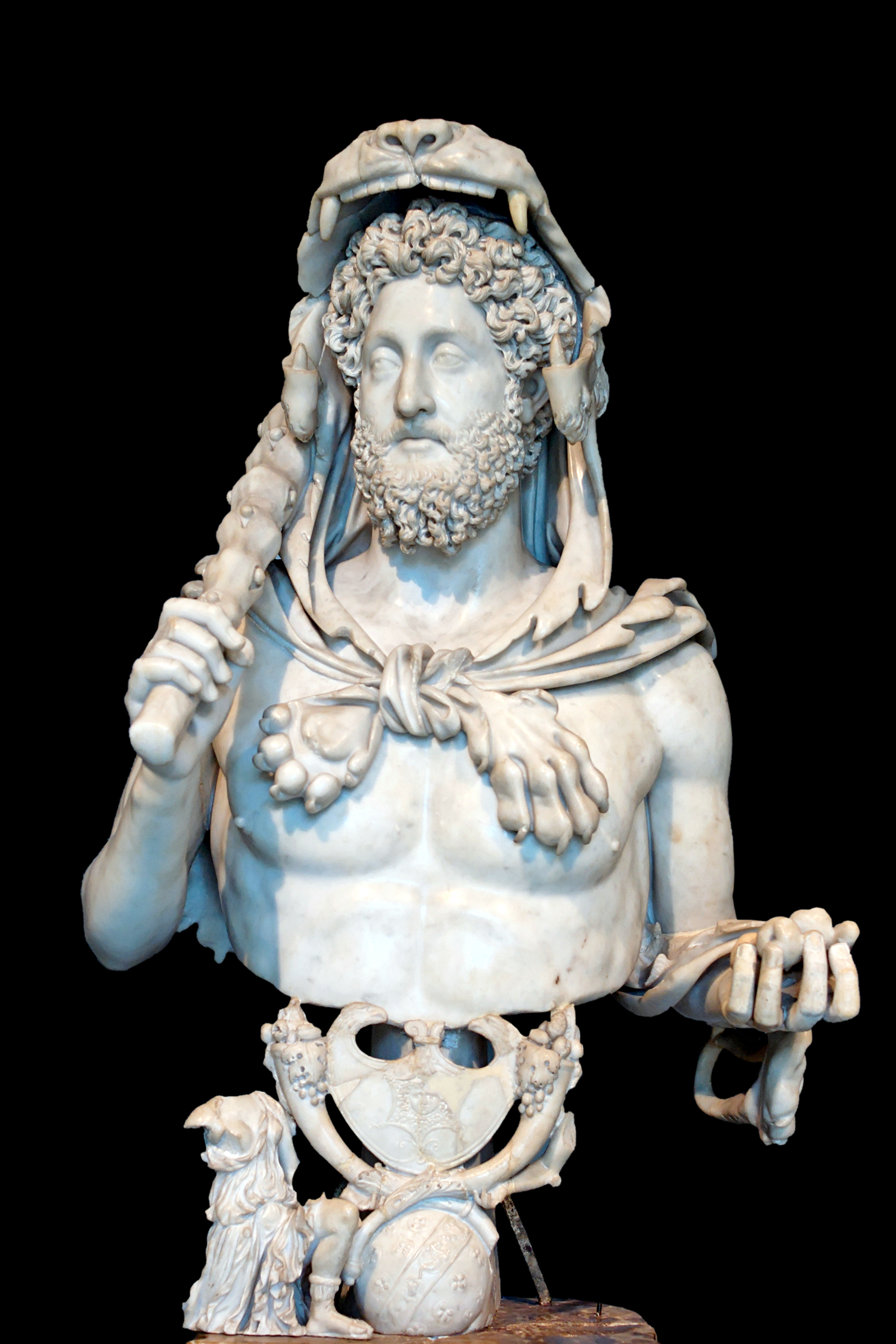
「ヘラクレスの化身たるコンモドゥス」（イタリア、エスクィリーノ美術館）

親政再開後、コンモドゥスはクレアンデルに連座させる形でパピリス・ディオニュシオスの処刑も命じたのを皮切りに、クレアンデルの同僚であった近衛隊長ユリウス・ユリアヌス、従姉妹のファウスティナと義理の弟マメルティヌスなどの要人を片端から処刑していった。そしてほとんどの要人を殺し尽くした後、自らの名をルキウス・アエリウス・アウレリウス・コンモドゥス・アウグストゥス・ヘラクレス・ロムルス・エクスペラトリス・アマゾニウス・インウィクトクス・フェリクス・ピウスと改名した。宮殿に戻ったコンモドゥスは宮殿から役人や重臣を殆ど追い出してしまい、娯楽や趣味の剣術に没頭する日々を送った。周りに残された臣下達は咎めるどころか、皇帝自身が武勇に長けることを望ましいと賛美するものばかりだった。

またコンモドゥスはその改名が示すように自身がヘラクレスの化身であると主張するようになった。こうした動きはコンモドゥスの政治的な作戦であるとする意見が強い。権威として神を利用することはローマにおいて珍しい手段ではなく、ヘラクレスを選択したこともギリシャ神話の創造主ゼウスの子であることからローマ神話の主神ユピテルの子と主張できるためである。しかし理由はどうあれコンモドゥスの行動は聊かに常軌を逸しており、遂には皇帝のトーガではなく狼の毛皮を身に纏うようになった。

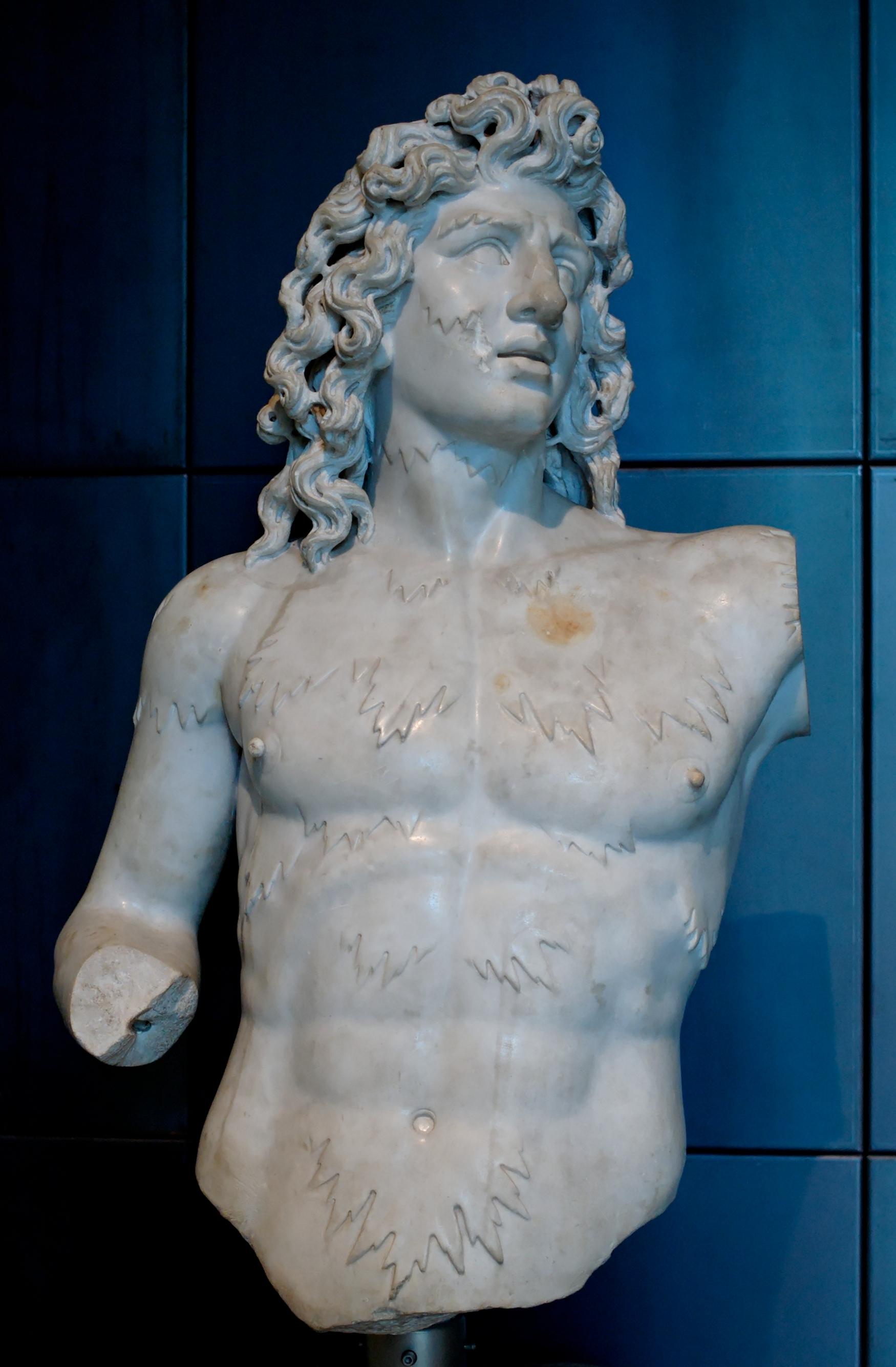
ヘラクレス・コンモドゥス像に従う二人の青年像。獣人の姿をしており、恐らくはケンタウロスかトリートーンを模していると考えられている。

手には伝承でヘラクレスが用いたとされる棍棒を模したメイスを持ち、神話の戦いを模すと称しては闘技場で戦士や獣を打ち殺したという。
闘技場では剣闘士のような蛮勇を見せるというよりは、獣を弓矢で射抜くなど技巧を披露するような方法を好んだ。腕前そのものは本人が誇るように優れたものであり、弓術ではパルティア人に勝り、槍ではムーア人に勝ったという。投槍で数十頭の豹を一度も外さずに射殺す、全速力で走っている駝鳥の頭を弓矢で正確に打ち抜くなど、常人離れした芸当は確かに民衆の少なくない数を畏怖させた。しかし同時にこれ以上にない格別の血筋に生まれた高貴なローマ人が、このような野蛮な勇気に没頭する様子に悲しむ者も多かった。
それ知ってか知らずか、コンモドゥスはロードス島の巨像を顔の部分だけを自らの顔に作り直させた上で、コロッセウムに運ばせたと伝えられる。巨大なコンモドゥスの銅像には「百の兵を12度打ち倒せし左利きの戦士」と書かれていた。こうした剣闘披露についてはカッシウス・ディオも記録しており、元老院議員に向かって切り殺した獣の首を脅すように掲げたと伝えている。
191年、落雷による大火災によってローマ中心部の半数以上が焼け落ちる惨事が起きる。これを契機にしてコンモドゥスはローマの大改造計画を発表、その際に自らを「ヘラクレスの化身」に続いて「新たなるロムルス」であると宣言した。彼は再建予定地の全てに自らの名を冠した地名を名づけ、各月の呼び名を自らの全名に由来した物に変更し、帝国軍は「コモディアエ」という名に変更され、海軍のエジプト方面艦隊も「アレクサンドリア・コモディアーナ・トガタ」と名を改められた。
コンモドゥスの専制君主としての振る舞いは遂には元老院すら「コモディアス・フォロム・セナートゥス」へ改めるように強制するに至った。更に全ローマ人は家名として「コモディアヌス」を用いることを命じられた。この一連の布告を出した日は「コモディアヌスの祝祭」と名付けられた。

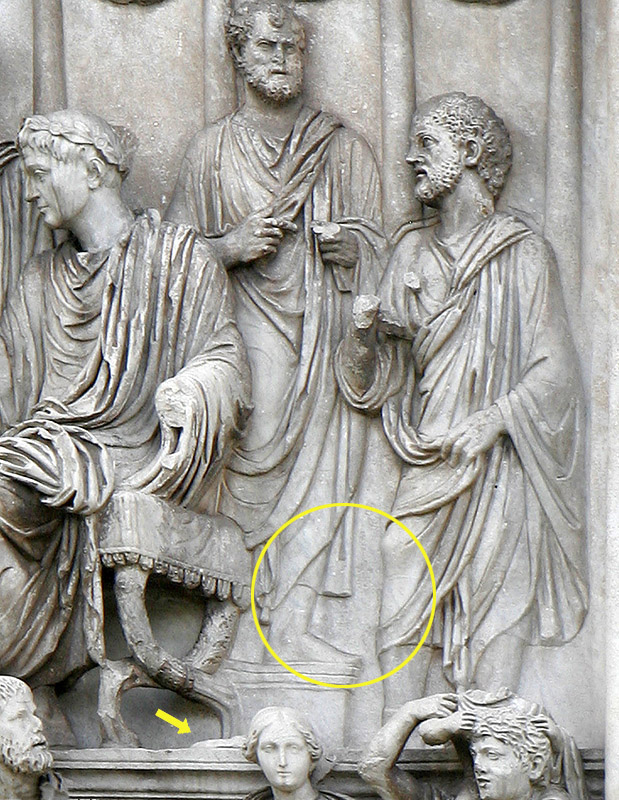
コンモドゥスに対する「ダムナティオ・メモリアエ」の証拠として残る「削られたコンモドゥスのレリーフ」。コンスタンティヌスの凱旋門に使用されている装飾の一部はアウレリウス帝の凱旋門から剥ぎ取ったものであり、結果的にこうした形で後世へと残った。

#### 暗殺
192年11月、コンモドゥスは大改造が着手される新たな年について、以下のように元老院で演説したと伝えられる。
しかし、彼が新たな年を迎えることはなかった。
ヘロディアヌスによれば、コンモドゥスは新年を前に近衛隊長官ラエトゥス、それにほとんどの元老院議員を処刑する計画を立てたとされる。そのリストには些細な理由から愛妾であったマルキアという女性も記されていたが、少年の男娼と寝室で寝ている間にそのリストをマルキア本人に見られてしまった。驚愕した彼女はただちに書類に載っていた要人たちを集め、重臣たちは皇帝の側近ペルティナクスを擁立する廃立計画を決断した。
同じく暴君として暗殺されたカリグラやネロと異なり、腕の立つコンモドゥスが相手では近衛兵による暗殺は難しかった。そこで毒殺が試みられ、入浴後に飲酒する習慣のあったコンモドゥスにマルキアが何時ものようにグラスに葡萄酒を注ぐ際、一緒に毒薬を混ぜ込んだ。警戒せずにコンモドゥスがワインを飲む干す様子を見届けると、マルキアは使用人達に人払いを命じて、最後の時を迎える皇帝をそっとしておこうとした。コンモドゥスはしばらくは平然としていたが、突然に毒に気づいてワインを吐き出した。彼は食事の前に必ず解毒剤を一緒に飲むようにしていたため、致命的には至らなかったのである。
慌てたマルキアや重臣たちは、控えさせていた護衛の剣闘士ナルキッソスを差し向けた。コンモドゥスも咄嗟ながらかなりの抵抗を見せたとされるが、毒がまだ体に回っていたために十分な力が入らず、そのまま絞殺されて31歳の生涯を閉じた。
死後に元老院は最大の刑罰である「ダムナティオ・メモリアエ」の適用を宣言したが、これは元老院から大変に憎まれていたことを象徴している。ローマに飾られていたヘラクレス・コンモドゥス像の多くは元老院によって破壊され、現在は1体が残るのみである。またコンモドゥスがローマ中心部に建設したアウレリウス神殿（ハドリアヌス神殿に隣接していた）も破壊されたほか、のちにセウェルス帝がコンモドゥスの名誉を回復して神として神殿に祀るまで、その存在は忌避され続けた。

## 略年表
- 161年 ラツィオ州ラウィニウム（現在のイタリアラヌヴィオ）にて出生[1]
- 166年 副帝に叙任される
- 175年 父とドナウ川の城砦に滞在
- 177年 父の共同皇帝となる
- 177年 1度目の執政官叙任（史上最年少）
- 178年 貴族ブルッティア・クリスピナと結婚
- 179年 2度目の執政官叙任
- 180年
  - 皇帝即位
  - ダキア諸族、クァディ族、イアジェゲス族、ヴァンダル族と和睦を結ぶ
- 181年
  - 3度目の執政官叙任 (同僚執政官ルキウス・アンティストゥス・ブルッス）
- 182年
  - 元老院からゲルマニクスの称号を与えられる
  - 長姉ルキッラ（英語版）による暗殺未遂
- 183年 4度目の執政官叙任 (同僚執政官ガイウス・アウフィディウス・ヴィクトリヌス）
- 184年 元老院からブリタンニクスの称号を与えられる
- 186年 5度目の執政官叙任 (同僚執政官アッシリウス・グラブリオ）
- 187年 逃亡兵マテルヌスによる暗殺未遂
- 190年 6度目の執政官叙任 (同僚執政官ペトロニウス・スッラ・セプティミアヌス）
- 192年
  - 7度目の執政官叙任 (同僚執政官ブブリウス・ヘルウィウス・ペルティナクス）
  - 「新たなるロムルス」「ヘラクレスの化身」を自称し、剣闘大会に出場
  - 暗殺、元老院によりダムナティオ・メモリアエ（名誉の抹殺）に処される

## 建築物

### ローマ市内
- アウレリウス神殿
- マルクス・アウレリウスの記念柱[14]

### 属州地
- ゲニウス神殿（トリポリ）[14]

## 家系図
|  |  |  |  |                             |                             |                             |                             |                             |                             |        |        |                         |                         |                         |                         |                         |                         |                |                |                             |                             |                             |                             |                             |                             |              |              |                         |                         |                         |                         |                         |                         |            |            |                             |                             |                             |                             |                             |                             |                         |                         |                           |                           |                           |                           |                           |                           |                   |                   |                           |                           |                           |                           |                           |                           |  |  |                   |                   |                   |                   |                   |                   |
|  |  |  |  |                             |                             |                             |                             |                             |                             |        |        |                         |                         |                         |                         |                         |                         |                |                |                             |                             |                             |                             |                             |                             |              |              |                         |                         |                         |                         |                         |                         |            |            |                             |                             |                             |                             |                             |                             |                         |                         |                           |                           |                           |                           |                           |                           |                   |                   |                           |                           |                           |                           |                           |                           |  |  |                   |                   |                   |                   |                   |                   |
|  |  |  |  |                             |                             |                             |                             |                             |                             |        |        |                         |                         | マルキア                | マルキア                | マルキア                | マルキア                | マルキア       | マルキア       |                             |                             | 大トラヤヌス                | 大トラヤヌス                | 大トラヤヌス                | 大トラヤヌス                | 大トラヤヌス | 大トラヤヌス |                         |                         | ネルウァ                | ネルウァ                | ネルウァ                | ネルウァ                | ネルウァ   | ネルウァ   |                             |                             | ウルピア                    | ウルピア                    | ウルピア                    | ウルピア                    | ウルピア                | ウルピア                |                           |                           |                           |                           |                           |                           |                   |                   |                           |                           |                           |                           |                           |                           |  |  |                   |                   |                   |                   |                   |                   |
|  |  |  |  |                             |                             |                             |                             |                             |                             |        |        |                         |                         | マルキア                | マルキア                | マルキア                | マルキア                | マルキア       | マルキア       |                             |                             | 大トラヤヌス                | 大トラヤヌス                | 大トラヤヌス                | 大トラヤヌス                | 大トラヤヌス | 大トラヤヌス |                         |                         | ネルウァ                | ネルウァ                | ネルウァ                | ネルウァ                | ネルウァ   | ネルウァ   |                             |                             | ウルピア                    | ウルピア                    | ウルピア                    | ウルピア                    | ウルピア                | ウルピア                |                           |                           |                           |                           |                           |                           |                   |                   |                           |                           |                           |                           |                           |                           |  |  |                   |                   |                   |                   |                   |                   |
|  |  |  |  |                             |                             |                             |                             |                             |                             |        |        |                         |                         |                         |                         |                         |                         |                |                |                             |                             |                             |                             |                             |                             |              |              |                         |                         |                         |                         |                         |                         |            |            |                             |                             |                             |                             |                             |                             |                         |                         |                           |                           |                           |                           |                           |                           |                   |                   |                           |                           |                           |                           |                           |                           |  |  |                   |                   |                   |                   |                   |                   |
|  |  |  |  |                             |                             |                             |                             |                             |                             |        |        |                         |                         |                         |                         |                         |                         |                |                |                             |                             |                             |                             |                             |                             |              |              |                         |                         |                         |                         |                         |                         |            |            |                             |                             |                             |                             |                             |                             |                         |                         |                           |                           |                           |                           |                           |                           |                   |                   |                           |                           |                           |                           |                           |                           |  |  |                   |                   |                   |                   |                   |                   |
|  |  |  |  |                             |                             |                             |                             |                             |                             |        |        |                         |                         | マルキアナ              | マルキアナ              | マルキアナ              | マルキアナ              | マルキアナ     | マルキアナ     |                             |                             | トラヤヌス                  | トラヤヌス                  | トラヤヌス                  | トラヤヌス                  | トラヤヌス   | トラヤヌス   |                         |                         | ポンペイア              | ポンペイア              | ポンペイア              | ポンペイア              | ポンペイア | ポンペイア |                             |                             |                             |                             |                             |                             |                         |                         |                           |                           |                           |                           |                           |                           |                   |                   |                           |                           |                           |                           |                           |                           |  |  |                   |                   |                   |                   |                   |                   |
|  |  |  |  |                             |                             |                             |                             |                             |                             |        |        |                         |                         | マルキアナ              | マルキアナ              | マルキアナ              | マルキアナ              | マルキアナ     | マルキアナ     |                             |                             | トラヤヌス                  | トラヤヌス                  | トラヤヌス                  | トラヤヌス                  | トラヤヌス   | トラヤヌス   |                         |                         | ポンペイア              | ポンペイア              | ポンペイア              | ポンペイア              | ポンペイア | ポンペイア |                             |                             |                             |                             |                             |                             |                         |                         |                           |                           |                           |                           |                           |                           |                   |                   |                           |                           |                           |                           |                           |                           |  |  |                   |                   |                   |                   |                   |                   |
|  |  |  |  |                             |                             |                             |                             |                             |                             |        |        |                         |                         |                         |                         |                         |                         |                |                |                             |                             |                             |                             |                             |                             |              |              |                         |                         |                         |                         |                         |                         |            |            |                             |                             | ハドリアヌス・ アフェル     | ハドリアヌス・ アフェル     | ハドリアヌス・ アフェル     | ハドリアヌス・ アフェル     | ハドリアヌス・ アフェル | ハドリアヌス・ アフェル |                           |                           | 大パウリナ                | 大パウリナ                | 大パウリナ                | 大パウリナ                | 大パウリナ        | 大パウリナ        |                           |                           |                           |                           |                           |                           |  |  |                   |                   |                   |                   |                   |                   |
|  |  |  |  |                             |                             |                             |                             |                             |                             |        |        |                         |                         |                         |                         |                         |                         |                |                |                             |                             |                             |                             |                             |                             |              |              |                         |                         |                         |                         |                         |                         |            |            |                             |                             | ハドリアヌス・ アフェル     | ハドリアヌス・ アフェル     | ハドリアヌス・ アフェル     | ハドリアヌス・ アフェル     | ハドリアヌス・ アフェル | ハドリアヌス・ アフェル |                           |                           | 大パウリナ                | 大パウリナ                | 大パウリナ                | 大パウリナ                | 大パウリナ        | 大パウリナ        |                           |                           |                           |                           |                           |                           |  |  |                   |                   |                   |                   |                   |                   |
|  |  |  |  |                             |                             | フルギ                      | フルギ                      | フルギ                      | フルギ                      | フルギ | フルギ |                         |                         | マティディア            | マティディア            | マティディア            | マティディア            | マティディア   | マティディア   |                             |                             |                             |                             |                             |                             | サビニウス   | サビニウス   | サビニウス              | サビニウス              | サビニウス              | サビニウス              |                         |                         |            |            |                             |                             |                             |                             |                             |                             |                         |                         |                           |                           |                           |                           |                           |                           |                   |                   |                           |                           |                           |                           |                           |                           |  |  |                   |                   |                   |                   |                   |                   |
|  |  |  |  |                             |                             | フルギ                      | フルギ                      | フルギ                      | フルギ                      | フルギ | フルギ |                         |                         | マティディア            | マティディア            | マティディア            | マティディア            | マティディア   | マティディア   |                             |                             |                             |                             |                             |                             | サビニウス   | サビニウス   | サビニウス              | サビニウス              | サビニウス              | サビニウス              |                         |                         |            |            |                             |                             |                             |                             |                             |                             |                         |                         |                           |                           |                           |                           |                           |                           |                   |                   |                           |                           |                           |                           |                           |                           |  |  |                   |                   |                   |                   |                   |                   |
|  |  |  |  |                             |                             |                             |                             |                             |                             |        |        |                         |                         |                         |                         |                         |                         |                |                |                             |                             |                             |                             |                             |                             |              |              |                         |                         |                         |                         |                         |                         |            |            |                             |                             |                             |                             |                             |                             |                         |                         |                           |                           |                           |                           |                           |                           |                   |                   |                           |                           |                           |                           |                           |                           |  |  |                   |                   |                   |                   |                   |                   |
|  |  |  |  |                             |                             |                             |                             |                             |                             |        |        |                         |                         |                         |                         |                         |                         |                |                |                             |                             |                             |                             |                             |                             |              |              |                         |                         |                         |                         |                         |                         |            |            |                             |                             |                             |                             |                             |                             |                         |                         |                           |                           |                           |                           |                           |                           |                   |                   |                           |                           |                           |                           |                           |                           |  |  |                   |                   |                   |                   |                   |                   |
|  |  |  |  | ルピリア・アンニア          | ルピリア・アンニア          | ルピリア・アンニア          | ルピリア・アンニア          | ルピリア・アンニア          | ルピリア・アンニア          |        |        | アンニウス・ ウェルス   | アンニウス・ ウェルス   | アンニウス・ ウェルス   | アンニウス・ ウェルス   | アンニウス・ ウェルス   | アンニウス・ ウェルス   |                |                | ルピリア                    | ルピリア                    | ルピリア                    | ルピリア                    | ルピリア                    | ルピリア                    |              |              | ウィビア・サビナ        | ウィビア・サビナ        | ウィビア・サビナ        | ウィビア・サビナ        | ウィビア・サビナ        | ウィビア・サビナ        |            |            | ハドリアヌス                | ハドリアヌス                | ハドリアヌス                | ハドリアヌス                | ハドリアヌス                | ハドリアヌス                |                         |                         | アンティノウス            | アンティノウス            | アンティノウス            | アンティノウス            | アンティノウス            | アンティノウス            |                   |                   | 小パウリナ                | 小パウリナ                | 小パウリナ                | 小パウリナ                | 小パウリナ                | 小パウリナ                |  |  |                   |                   |                   |                   |                   |                   |
|  |  |  |  | ルピリア・アンニア          | ルピリア・アンニア          | ルピリア・アンニア          | ルピリア・アンニア          | ルピリア・アンニア          | ルピリア・アンニア          |        |        | アンニウス・ ウェルス   | アンニウス・ ウェルス   | アンニウス・ ウェルス   | アンニウス・ ウェルス   | アンニウス・ ウェルス   | アンニウス・ ウェルス   |                |                | ルピリア                    | ルピリア                    | ルピリア                    | ルピリア                    | ルピリア                    | ルピリア                    |              |              | ウィビア・サビナ        | ウィビア・サビナ        | ウィビア・サビナ        | ウィビア・サビナ        | ウィビア・サビナ        | ウィビア・サビナ        |            |            | ハドリアヌス                | ハドリアヌス                | ハドリアヌス                | ハドリアヌス                | ハドリアヌス                | ハドリアヌス                |                         |                         | アンティノウス            | アンティノウス            | アンティノウス            | アンティノウス            | アンティノウス            | アンティノウス            |                   |                   | 小パウリナ                | 小パウリナ                | 小パウリナ                | 小パウリナ                | 小パウリナ                | 小パウリナ                |  |  |                   |                   |                   |                   |                   |                   |
|  |  |  |  |                             |                             |                             |                             |                             |                             |        |        |                         |                         |                         |                         |                         |                         |                |                |                             |                             |                             |                             |                             |                             |              |              |                         |                         |                         |                         |                         |                         |            |            |                             |                             |                             |                             |                             |                             |                         |                         |                           |                           |                           |                           |                           |                           |                   |                   |                           |                           |                           |                           |                           |                           |  |  |                   |                   |                   |                   |                   |                   |
|  |  |  |  |                             |                             |                             |                             |                             |                             |        |        |                         |                         |                         |                         |                         |                         |                |                |                             |                             |                             |                             |                             |                             |              |              |                         |                         |                         |                         |                         |                         |            |            |                             |                             |                             |                             |                             |                             |                         |                         |                           |                           |                           |                           |                           |                           |                   |                   |                           |                           |                           |                           |                           |                           |  |  |                   |                   |                   |                   |                   |                   |
|  |  |  |  | ドミティア・ ルキッラ       | ドミティア・ ルキッラ       | ドミティア・ ルキッラ       | ドミティア・ ルキッラ       | ドミティア・ ルキッラ       | ドミティア・ ルキッラ       |        |        | アンニウス・ ウェルス   | アンニウス・ ウェルス   | アンニウス・ ウェルス   | アンニウス・ ウェルス   | アンニウス・ ウェルス   | アンニウス・ ウェルス   |                |                | リボ                        | リボ                        | リボ                        | リボ                        | リボ                        | リボ                        |              |              | 大ファウスティナ        | 大ファウスティナ        | 大ファウスティナ        | 大ファウスティナ        | 大ファウスティナ        | 大ファウスティナ        |            |            | アントニヌス・ ピウス       | アントニヌス・ ピウス       | アントニヌス・ ピウス       | アントニヌス・ ピウス       | アントニヌス・ ピウス       | アントニヌス・ ピウス       |                         |                         | ルキウス・ アエリウス     | ルキウス・ アエリウス     | ルキウス・ アエリウス     | ルキウス・ アエリウス     | ルキウス・ アエリウス     | ルキウス・ アエリウス     |                   |                   | ユリア・パウリナ          | ユリア・パウリナ          | ユリア・パウリナ          | ユリア・パウリナ          | ユリア・パウリナ          | ユリア・パウリナ          |  |  |                   |                   |                   |                   |                   |                   |
|  |  |  |  | ドミティア・ ルキッラ       | ドミティア・ ルキッラ       | ドミティア・ ルキッラ       | ドミティア・ ルキッラ       | ドミティア・ ルキッラ       | ドミティア・ ルキッラ       |        |        | アンニウス・ ウェルス   | アンニウス・ ウェルス   | アンニウス・ ウェルス   | アンニウス・ ウェルス   | アンニウス・ ウェルス   | アンニウス・ ウェルス   |                |                | リボ                        | リボ                        | リボ                        | リボ                        | リボ                        | リボ                        |              |              | 大ファウスティナ        | 大ファウスティナ        | 大ファウスティナ        | 大ファウスティナ        | 大ファウスティナ        | 大ファウスティナ        |            |            | アントニヌス・ ピウス       | アントニヌス・ ピウス       | アントニヌス・ ピウス       | アントニヌス・ ピウス       | アントニヌス・ ピウス       | アントニヌス・ ピウス       |                         |                         | ルキウス・ アエリウス     | ルキウス・ アエリウス     | ルキウス・ アエリウス     | ルキウス・ アエリウス     | ルキウス・ アエリウス     | ルキウス・ アエリウス     |                   |                   | ユリア・パウリナ          | ユリア・パウリナ          | ユリア・パウリナ          | ユリア・パウリナ          | ユリア・パウリナ          | ユリア・パウリナ          |  |  |                   |                   |                   |                   |                   |                   |
|  |  |  |  |                             |                             |                             |                             |                             |                             |        |        |                         |                         |                         |                         |                         |                         |                |                |                             |                             |                             |                             |                             |                             |              |              |                         |                         |                         |                         |                         |                         |            |            |                             |                             |                             |                             |                             |                             |                         |                         |                           |                           |                           |                           |                           |                           |                   |                   |                           |                           |                           |                           |                           |                           |  |  |                   |                   |                   |                   |                   |                   |
|  |  |  |  |                             |                             |                             |                             |                             |                             |        |        |                         |                         |                         |                         |                         |                         |                |                |                             |                             |                             |                             |                             |                             |              |              |                         |                         |                         |                         |                         |                         |            |            |                             |                             |                             |                             |                             |                             |                         |                         |                           |                           |                           |                           |                           |                           |                   |                   |                           |                           |                           |                           |                           |                           |  |  |                   |                   |                   |                   |                   |                   |
|  |  |  |  | 大コルニフィキア            | 大コルニフィキア            | 大コルニフィキア            | 大コルニフィキア            | 大コルニフィキア            | 大コルニフィキア            |        |        | マルクス・ アウレリウス | マルクス・ アウレリウス | マルクス・ アウレリウス | マルクス・ アウレリウス | マルクス・ アウレリウス | マルクス・ アウレリウス |                |                | 小ファウスティナ            | 小ファウスティナ            | 小ファウスティナ            | 小ファウスティナ            | 小ファウスティナ            | 小ファウスティナ            |              |              | アウレリア・ ファディラ | アウレリア・ ファディラ | アウレリア・ ファディラ | アウレリア・ ファディラ | アウレリア・ ファディラ | アウレリア・ ファディラ |            |            |                             |                             |                             |                             |                             |                             |                         |                         |                           |                           |                           |                           |                           |                           |                   |                   | サリナトル                | サリナトル                | サリナトル                | サリナトル                | サリナトル                | サリナトル                |  |  |                   |                   |                   |                   |                   |                   |
|  |  |  |  | 大コルニフィキア            | 大コルニフィキア            | 大コルニフィキア            | 大コルニフィキア            | 大コルニフィキア            | 大コルニフィキア            |        |        | マルクス・ アウレリウス | マルクス・ アウレリウス | マルクス・ アウレリウス | マルクス・ アウレリウス | マルクス・ アウレリウス | マルクス・ アウレリウス |                |                | 小ファウスティナ            | 小ファウスティナ            | 小ファウスティナ            | 小ファウスティナ            | 小ファウスティナ            | 小ファウスティナ            |              |              | アウレリア・ ファディラ | アウレリア・ ファディラ | アウレリア・ ファディラ | アウレリア・ ファディラ | アウレリア・ ファディラ | アウレリア・ ファディラ |            |            |                             |                             |                             |                             |                             |                             |                         |                         |                           |                           |                           |                           |                           |                           |                   |                   | サリナトル                | サリナトル                | サリナトル                | サリナトル                | サリナトル                | サリナトル                |  |  |                   |                   |                   |                   |                   |                   |
|  |  |  |  |                             |                             |                             |                             |                             |                             |        |        |                         |                         |                         |                         |                         |                         |                |                |                             |                             |                             |                             |                             |                             |              |              |                         |                         |                         |                         |                         |                         |            |            |                             |                             |                             |                             |                             |                             |                         |                         |                           |                           |                           |                           |                           |                           |                   |                   |                           |                           |                           |                           |                           |                           |  |  |                   |                   |                   |                   |                   |                   |
|  |  |  |  |                             |                             |                             |                             |                             |                             |        |        |                         |                         |                         |                         |                         |                         |                |                |                             |                             |                             |                             |                             |                             |              |              |                         |                         |                         |                         |                         |                         |            |            |                             |                             |                             |                             |                             |                             |                         |                         |                           |                           |                           |                           |                           |                           |                   |                   |                           |                           |                           |                           |                           |                           |  |  |                   |                   |                   |                   |                   |                   |
|  |  |  |  | 小コルニフィキア            | 小コルニフィキア            | 小コルニフィキア            | 小コルニフィキア            | 小コルニフィキア            | 小コルニフィキア            |        |        | ファディッラ            | ファディッラ            | ファディッラ            | ファディッラ            | ファディッラ            | ファディッラ            |                |                | コンモドゥス                | コンモドゥス                | コンモドゥス                | コンモドゥス                | コンモドゥス                | コンモドゥス                |              |              | ルキッラ                | ルキッラ                | ルキッラ                | ルキッラ                | ルキッラ                | ルキッラ                |            |            | ルキウス・ウェルス          | ルキウス・ウェルス          | ルキウス・ウェルス          | ルキウス・ウェルス          | ルキウス・ウェルス          | ルキウス・ウェルス          |                         |                         | ケイオニア・ プラウティア | ケイオニア・ プラウティア | ケイオニア・ プラウティア | ケイオニア・ プラウティア | ケイオニア・ プラウティア | ケイオニア・ プラウティア |                   |                   |                           |                           |                           |                           |                           |                           |  |  |                   |                   |                   |                   |                   |                   |
|  |  |  |  | 小コルニフィキア            | 小コルニフィキア            | 小コルニフィキア            | 小コルニフィキア            | 小コルニフィキア            | 小コルニフィキア            |        |        | ファディッラ            | ファディッラ            | ファディッラ            | ファディッラ            | ファディッラ            | ファディッラ            |                |                | コンモドゥス                | コンモドゥス                | コンモドゥス                | コンモドゥス                | コンモドゥス                | コンモドゥス                |              |              | ルキッラ                | ルキッラ                | ルキッラ                | ルキッラ                | ルキッラ                | ルキッラ                |            |            | ルキウス・ウェルス          | ルキウス・ウェルス          | ルキウス・ウェルス          | ルキウス・ウェルス          | ルキウス・ウェルス          | ルキウス・ウェルス          |                         |                         | ケイオニア・ プラウティア | ケイオニア・ プラウティア | ケイオニア・ プラウティア | ケイオニア・ プラウティア | ケイオニア・ プラウティア | ケイオニア・ プラウティア |                   |                   |                           |                           |                           |                           |                           |                           |  |  |                   |                   |                   |                   |                   |                   |
|  |  |  |  |                             |                             |                             |                             |                             |                             |        |        |                         |                         |                         |                         |                         |                         |                |                |                             |                             |                             |                             |                             |                             |              |              |                         |                         |                         |                         |                         |                         |            |            |                             |                             |                             |                             |                             |                             |                         |                         |                           |                           |                           |                           |                           |                           |                   |                   |                           |                           |                           |                           |                           |                           |  |  |                   |                   |                   |                   |                   |                   |
|  |  |  |  |                             |                             |                             |                             |                             |                             |        |        |                         |                         |                         |                         |                         |                         |                |                |                             |                             |                             |                             |                             |                             |              |              |                         |                         |                         |                         |                         |                         |            |            |                             |                             |                             |                             |                             |                             |                         |                         |                           |                           |                           |                           |                           |                           |                   |                   |                           |                           |                           |                           |                           |                           |  |  |                   |                   |                   |                   |                   |                   |
|  |  |  |  | アンニア・ ファウスティナ   | アンニア・ ファウスティナ   | アンニア・ ファウスティナ   | アンニア・ ファウスティナ   | アンニア・ ファウスティナ   | アンニア・ ファウスティナ   |        |        |                         |                         |                         |                         | ユリア・マエサ          | ユリア・マエサ          | ユリア・マエサ | ユリア・マエサ | ユリア・マエサ              | ユリア・マエサ              |                             |                             |                             |                             |              |              | ユリア・ドムナ          | ユリア・ドムナ          | ユリア・ドムナ          | ユリア・ドムナ          | ユリア・ドムナ          | ユリア・ドムナ          |            |            | セプティミウス・ セウェルス | セプティミウス・ セウェルス | セプティミウス・ セウェルス | セプティミウス・ セウェルス | セプティミウス・ セウェルス | セプティミウス・ セウェルス |                         |                         | セルウィリア・ ケイオニア | セルウィリア・ ケイオニア | セルウィリア・ ケイオニア | セルウィリア・ ケイオニア | セルウィリア・ ケイオニア | セルウィリア・ ケイオニア |                   |                   |                           |                           |                           |                           |                           |                           |  |  | ゴルディアヌス1世 | ゴルディアヌス1世 | ゴルディアヌス1世 | ゴルディアヌス1世 | ゴルディアヌス1世 | ゴルディアヌス1世 |
|  |  |  |  | アンニア・ ファウスティナ   | アンニア・ ファウスティナ   | アンニア・ ファウスティナ   | アンニア・ ファウスティナ   | アンニア・ ファウスティナ   | アンニア・ ファウスティナ   |        |        |                         |                         |                         |                         | ユリア・マエサ          | ユリア・マエサ          | ユリア・マエサ | ユリア・マエサ | ユリア・マエサ              | ユリア・マエサ              |                             |                             |                             |                             |              |              | ユリア・ドムナ          | ユリア・ドムナ          | ユリア・ドムナ          | ユリア・ドムナ          | ユリア・ドムナ          | ユリア・ドムナ          |            |            | セプティミウス・ セウェルス | セプティミウス・ セウェルス | セプティミウス・ セウェルス | セプティミウス・ セウェルス | セプティミウス・ セウェルス | セプティミウス・ セウェルス |                         |                         | セルウィリア・ ケイオニア | セルウィリア・ ケイオニア | セルウィリア・ ケイオニア | セルウィリア・ ケイオニア | セルウィリア・ ケイオニア | セルウィリア・ ケイオニア |                   |                   |                           |                           |                           |                           |                           |                           |  |  | ゴルディアヌス1世 | ゴルディアヌス1世 | ゴルディアヌス1世 | ゴルディアヌス1世 | ゴルディアヌス1世 | ゴルディアヌス1世 |
|  |  |  |  |                             |                             |                             |                             |                             |                             |        |        |                         |                         |                         |                         |                         |                         |                |                |                             |                             |                             |                             |                             |                             |              |              |                         |                         |                         |                         |                         |                         |            |            |                             |                             |                             |                             |                             |                             |                         |                         |                           |                           |                           |                           |                           |                           |                   |                   |                           |                           |                           |                           |                           |                           |  |  |                   |                   |                   |                   |                   |                   |
|  |  |  |  |                             |                             |                             |                             |                             |                             |        |        |                         |                         |                         |                         |                         |                         |                |                |                             |                             |                             |                             |                             |                             |              |              |                         |                         |                         |                         |                         |                         |            |            |                             |                             |                             |                             |                             |                             |                         |                         |                           |                           |                           |                           |                           |                           |                   |                   |                           |                           |                           |                           |                           |                           |  |  |                   |                   |                   |                   |                   |                   |
|  |  |  |  |                             |                             |                             |                             |                             |                             |        |        | ユリア・ソエミアス      | ユリア・ソエミアス      | ユリア・ソエミアス      | ユリア・ソエミアス      | ユリア・ソエミアス      | ユリア・ソエミアス      |                |                | ユリア・アウィタ            | ユリア・アウィタ            | ユリア・アウィタ            | ユリア・アウィタ            | ユリア・アウィタ            | ユリア・アウィタ            |              |              | カラカラ                | カラカラ                | カラカラ                | カラカラ                | カラカラ                | カラカラ                |            |            | ゲタ                        | ゲタ                        | ゲタ                        | ゲタ                        | ゲタ                        | ゲタ                        |                         |                         | リキニウス・ バルブス     | リキニウス・ バルブス     | リキニウス・ バルブス     | リキニウス・ バルブス     | リキニウス・ バルブス     | リキニウス・ バルブス     |                   |                   | アントニア・ ゴルディアナ | アントニア・ ゴルディアナ | アントニア・ ゴルディアナ | アントニア・ ゴルディアナ | アントニア・ ゴルディアナ | アントニア・ ゴルディアナ |  |  | ゴルディアヌス2世 | ゴルディアヌス2世 | ゴルディアヌス2世 | ゴルディアヌス2世 | ゴルディアヌス2世 | ゴルディアヌス2世 |
|  |  |  |  |                             |                             |                             |                             |                             |                             |        |        | ユリア・ソエミアス      | ユリア・ソエミアス      | ユリア・ソエミアス      | ユリア・ソエミアス      | ユリア・ソエミアス      | ユリア・ソエミアス      |                |                | ユリア・アウィタ            | ユリア・アウィタ            | ユリア・アウィタ            | ユリア・アウィタ            | ユリア・アウィタ            | ユリア・アウィタ            |              |              | カラカラ                | カラカラ                | カラカラ                | カラカラ                | カラカラ                | カラカラ                |            |            | ゲタ                        | ゲタ                        | ゲタ                        | ゲタ                        | ゲタ                        | ゲタ                        |                         |                         | リキニウス・ バルブス     | リキニウス・ バルブス     | リキニウス・ バルブス     | リキニウス・ バルブス     | リキニウス・ バルブス     | リキニウス・ バルブス     |                   |                   | アントニア・ ゴルディアナ | アントニア・ ゴルディアナ | アントニア・ ゴルディアナ | アントニア・ ゴルディアナ | アントニア・ ゴルディアナ | アントニア・ ゴルディアナ |  |  | ゴルディアヌス2世 | ゴルディアヌス2世 | ゴルディアヌス2世 | ゴルディアヌス2世 | ゴルディアヌス2世 | ゴルディアヌス2世 |
|  |  |  |  |                             |                             |                             |                             |                             |                             |        |        |                         |                         |                         |                         |                         |                         |                |                |                             |                             |                             |                             |                             |                             |              |              |                         |                         |                         |                         |                         |                         |            |            |                             |                             |                             |                             |                             |                             |                         |                         |                           |                           |                           |                           |                           |                           |                   |                   |                           |                           |                           |                           |                           |                           |  |  |                   |                   |                   |                   |                   |                   |
|  |  |  |  | アウレリア・ ファウスティナ | アウレリア・ ファウスティナ | アウレリア・ ファウスティナ | アウレリア・ ファウスティナ | アウレリア・ ファウスティナ | アウレリア・ ファウスティナ |        |        | ヘリオガバルス          | ヘリオガバルス          | ヘリオガバルス          | ヘリオガバルス          | ヘリオガバルス          | ヘリオガバルス          |                |                | アレクサンデル・ セウェルス | アレクサンデル・ セウェルス | アレクサンデル・ セウェルス | アレクサンデル・ セウェルス | アレクサンデル・ セウェルス | アレクサンデル・ セウェルス |              |              |                         |                         |                         |                         |                         |                         |            |            |                             |                             |                             |                             |                             |                             |                         |                         |                           |                           |                           |                           | ゴルディアヌス3世         | ゴルディアヌス3世         | ゴルディアヌス3世 | ゴルディアヌス3世 | ゴルディアヌス3世         | ゴルディアヌス3世         |                           |                           |                           |                           |  |  |                   |                   |                   |                   |                   |                   |
|  |  |  |  | アウレリア・ ファウスティナ | アウレリア・ ファウスティナ | アウレリア・ ファウスティナ | アウレリア・ ファウスティナ | アウレリア・ ファウスティナ | アウレリア・ ファウスティナ |        |        | ヘリオガバルス          | ヘリオガバルス          | ヘリオガバルス          | ヘリオガバルス          | ヘリオガバルス          | ヘリオガバルス          |                |                | アレクサンデル・ セウェルス | アレクサンデル・ セウェルス | アレクサンデル・ セウェルス | アレクサンデル・ セウェルス | アレクサンデル・ セウェルス | アレクサンデル・ セウェルス |              |              |                         |                         |                         |                         |                         |                         |            |            |                             |                             |                             |                             |                             |                             |                         |                         |                           |                           |                           |                           | ゴルディアヌス3世         | ゴルディアヌス3世         | ゴルディアヌス3世 | ゴルディアヌス3世 | ゴルディアヌス3世         | ゴルディアヌス3世         |                           |                           |                           |                           |  |  |                   |                   |                   |                   |                   |                   |

## 評価
戦争よりも学問を得意としたにもかかわらず、アウレリウス帝の統治した数十年間は間断なく戦争が続き、民が疲弊した時代だった。それに対してコンモドゥスは、父から受け継いだ嗜好もあって戦争を極力避けようとするところに特徴があり、対外的には戦争のない平和な時代が続いた。しかしその治世は、若さ故の不安定さと帝位を巡る政治闘争の激化で民が苦しむことになった。

### 内政
対外政策では、ドナウ川戦線（マルコマンニ戦争）でゲルマニアやサルマティアの諸族と講和を結んだことで、セウェルス帝以降に表面化する軍事費の膨大化を抑制し、また人事面での適切な判断でブリタンニアとダキアでの蛮族の侵入を大過なく乗り切ることができた。治世後期には疫病や火事による被害を受けたが、後述の理由により民衆の支持を保ち続け、大きな暴動に発展することも無かった。総じてコンモドゥスに対する批判は（発狂後を除けば）治世そのものというより、彼の私生活における放蕩と政務の委任についてのもので占められている。
そしてその放蕩な生活も、晩年の錯乱以外は必ずしも当時のローマの貴族文化の範囲を外れたものではなかった。コンモドゥス死後の継承者争い（「五皇帝の年」）を制したセプティミウス・セウェルスは、かつての皇帝に対する元老院の弾劾を全て差し戻させる決定を下したことで知られている。その際元老院の反発に対してセウェルスは元老院にコンモドゥスを非難できる高潔な人間がどれだけ居るのかと批判している。セウェルスは「コンモドゥスが野獣を殺したのが恥だというなら、執政官を務めた議員が先日オスティア港で獣姿の娼婦と抱き合っていたのは恥ではないのかね?」と元老議員達を辛辣に皮肉ったという。
指導力についてはドナウ川戦線時代はともかく、ローマ本国に戻ってからは経験不足もあり父の残した重臣に統治を委任した。トラヤヌス、ハドリアヌス、アントニヌス・ピウス、およびマルクス・アウレリウスといった先帝たちと違って、当初コンモドゥスは自らが皇帝として強権を振るうことをあまり望んでいなかった。その過程でクレアンデルなどの奸臣を重用したことは治世に悪影響を与えたが、父の重臣達や近衛長官ペレンニス、ペルティナクスなど有力な人物も要職に就けており、一概に否定だけはできない。ただ、自らがまず第一の人材であった祖先達に比べ、個人としてあまり優秀でなかったことは事実といえよう。
指導力の欠如は、彼がネルウァ＝アントニヌス朝で唯一直系による血統世襲であることと結び付けて、古くから批判の対象とされる。しかし、五賢帝が実力主義の非血統王朝であるという見方そのものは誤りである。この歴史観を広めたのは近世イタリアのニコロ・マキャヴェリであると考えられているが、実際には五賢帝の多くは傍系や縁戚関係であり、むしろ血統の中から有力者を選んだ側面が強い。

### 元老院との対立
元老院との激しい対立や独裁、また後の悪評とは裏腹に、コンモドゥスは治世の最末期まで民衆と軍からは人気のある皇帝であり続けた。コンモドゥスは貧民に対する食事の提供など大規模な慈善活動を行い、また盛大な剣闘士大会や馬競争を開催して民衆に娯楽を提供した。対外的な平和や軍備削減の成功も相まって、栄光の見返りを存分に与えてくれるコンモドゥスを民衆は敬愛していたのである。加えて軍も幼い時から父アウレリウスと前線で過ごしたコンモドゥスに敬意を抱き、ブリタンニア内乱の際に皇帝に推された司令官は、コンモドゥスへの忠誠を誓ってこれを拒否している。
公共事業の資金はほとんどが元老院階層など上流階層からの徴税で賄われ、当然ながら元老院との対立に拍車をかけた。しかし当のコンモドゥスも民衆と軍の支持を背景に元老院を嘲笑しており、伝統的な言い回しである「元老院及びローマ市民」（SPQR）という布告をわざと「ローマ市民及び元老院」（PSQR）と逆さにして公文書を出していた痕跡が残っている。

### 身体
身体的には頑健であったと伝えられており、父とは異なり馬術や剣術に長けている部分があったという。時に公式に競走馬大会で腕前を披露することもあり、獣狩りなどで余暇を過ごすことも多かった。また父親譲りの風貌に加えてかなりの美男子であり、彫り深い顔立ちと金髪の巻き毛で知られ、それも民衆からの人気を支える源の一つだった。実際、彼はしばしば公式の場で披露したように鍛え上げた肉体を持ち、並みの剣闘士より高い素質と剣術の腕前を持っていた。
こうした身体への自信が一層にヘラクレスへの憧れと心酔へと繋がっていった。また剣の持ち手は左利きであったが、これを誇りに思っていた向きがある。弓術にも長け、しばしば闘技場で複数の動物を相手に、神話の伝承を模した戦いを披露したという。

### 私生活
コンモドゥスが各種の娯楽の中でとりわけ剣術を好んだことは広く知られ、『ローマ皇帝群像』はこれをいささか誇張した形で伝えている。
皇帝が人気を推し量るために闘技場を訪れることは多くあったが、治世末期には自らも出場したと伝えられる。少なくない民衆は皇帝自らが剣を振るうことを嫌悪し、アントニウス・ピウス帝の娘小ファウスティナが剣闘士と儲けた子ではないかと陰口を叩いたと『ローマ皇帝群像』は主張している。しかしファウスティナの出産時期から見てこうした説は考えがたいと見られている。
また負傷した兵士を試し切りの相手にしたとも、病気の市民を棍棒で闘技場で撲殺したとも主張されている。コンモドゥス批判の先鋒であったエドワード・ギボンは『ローマ帝国衰亡史』で、コンモドゥスが獣相手の闘技を披露した後、その首を切り落として元老議員達に投げつけたと記述している。象やキリンなど珍しい動物と戦うことも好んだと伝えられている。

### 歴史資料
カッシウス・ディオの「『黄金の帝国』は『錆付いた鉄』へと没落した」という辛辣な評価は、しばしば後世の歴史家（特にエドワード・ギボン）によって引用される。しかしこうした悪評にもかかわらず、コンモドゥスについての詳細な評伝は『ローマ皇帝群像』しか残っていない。カッシウス・ディオの歴史書の断片的な記述やヘロディアヌスの記録を除けば、彼の伝記は中立性を欠き、かつ信憑性も疑わしい部分が多い。特に『ローマ皇帝群像』は歴史書というよりはフィクションを多分に含んだ文学としての側面が強く、後世に残された噂話や創作を含めており適切な史料とはいい難い。『ローマ皇帝群像』ではサオテルスとの同性愛関係を仄めかした批判をしているが、これも事実かは疑わしい。
また歴史家たちの中で唯一同時代人であった元老院議員カッシウス・ディオは、コンモドゥスの治世を父と比べて欠陥が多かったと評しつつも同情的な評価も下している。
ヘロディアヌスはコンモドゥス伝の末尾において、以下のような評伝を残している。

## 称号
親政を開始するまでにも何度から名前を変更しているが、そこに一定の理由や目的を見出す論者は少なくない。
- マルクス・アウレリウス・コンモドゥス・アントニヌス・アウグストゥス
- カエサル・ルキウス・アウレリウス・コンモドゥス
- カエサル・ルキウス・アウレリウス・コンモドゥス・アウグストゥス
- カエサル・ルキウス・アウレリウス・コンモドゥス・アントニヌス・アウグストゥス
- カエサル・マルクス・アウレリウス・コンモドゥス・アントニヌス・アウグストゥス
- カエサル・ルキウス・アエリウス・アウレリウス・コンモドゥス・アウグストゥス
- ルキウス・アエリウス・アウレリウス・コンモドゥス・アウグストゥス・ヘラクレス・ロマヌス・エクスペラトリス・アマゾニウス・インウィクトクス・フェリクス・ピウス

親政を行う際に改名した長大な全名は歴史書によって順序に違いがあるが、崇拝するヘラクレスとアマゾニウス（太陽神アポロンの別名）、ユピテルの尊称「エクスペラトリス」といった珍しい名前については概ね一致している。フェリクス、ピウスは「幸運な者」「慈悲の人」を意味する。コンモドゥスは全名とユリウス暦を一致させたが、ドゥラ・エウロポスの神殿に残る碑文は、その広まりがそれまでの月名変更で最も速かったことを示している。
また彼は、親政開始後に2つの名誉称号を「カエサル」「アウグストゥス」「インペラトル」の三大称号に加えた。
- パカトル・オルビス（世界の守護者）
- ドミヌス・ノステル（我らが主）

このうち、ドミヌス・ノステルは後年ドミナートゥス制で確立された専制的な皇帝権を指す際、ディオクレティアヌス帝によって使用された。

## 創作作品
- 1964年の映画『ローマ帝国の滅亡』（The Fall of the Roman Empire）では、クリストファー・プラマーが演じた。
  - かなりステレオタイプなイメージに沿っており、典型的な暗君として描かれている。
- 1964年の映画『I due gladiatori（二人の剣闘士）』では、ミーオ・パルマラ（it:Mimmo Palmara）が演じた。
  - 早世したコンモドゥスの双子ティトゥス（実在した人物である）が実は存命しており、剣闘士として弟を討とうとする物語となっている。
- 2000年のアカデミー賞を受賞した『グラディエーター』（The Gladiator）では、ホアキン・フェニックスが演じた。
  - 名君との誉れ高い父への屈折した感情を持つ、情緒不安定な青年として描かれた。史実を離れてより大胆に脚色されており、共和制に戻そうとした父アウレリウスの暗殺、闘技場での主人公との一騎討ち、姉ルッシラとの近親愛などが描かれている。
- 日本の青年漫画『ヴィルトゥス』原作：義凡、作画：信濃川日出雄。
  - 政務を疎かにし闘技に明け暮れ人心を堕落させている。自らもコロッセウムに立ち観衆の前で猛獣や剣闘士と戦い、実力で勝利する。強力な戦士だが、傲慢で逆らうものは容赦なく殺害するために暴虐帝と呼ばれ、心ある者からは命を狙われている。
- PS2用のゲームソフト「グラディエーター ロード トゥー フリーダム」
  - NPCとして作中に登場している。闘技場で活躍する主人公に興味を持ち、自身の対戦相手として抜擢する。その後のゲームの進行次第では主人公を気に入ったコンモドゥスがトレーニング相手に選ぶ一方、主人公の立身出世を妬むライバル剣闘士ナルキッソスとの確執、そしてそれらの裏で進行する皇帝暗殺計画に主人公が関与していく物語が描かれる。
- ローマ時代のMMO「Roma Victor」でNPC君主として登場している。

## 資料
- 「Roman History」
  - 帝政期の歴史家・元老院議員カッシウス・ディオによる「ローマ史」
- 「Herodian's Roman History」
  - 帝政期の歴史家ヘロディアヌスによる「ローマ人の歴史」

### 引用
1. 1 2  “Commodus | Roman emperor”. Britannica. 2024年12月31日閲覧。
2. 1 2 3 4 5 6 7 8 9 10 11 12 13 14 15 16 17 18 19 20 21 22 23 24  Roman History LXXII
3. ↑  Herodian's Roman History1:7
4. 1 2 3  Herodian's Roman History1:9
5. 1 2 3 4 5 6 7  Herodian's Roman History1:8
6. ↑  Herodian's Roman History
7. ↑  Rome: Column of Marcus Aurelius livius.org
8. ↑  ヘロディアヌスの記録による。
ヘロディアヌスによれば逃亡兵や脱走兵たちは山賊のような略奪行為を繰り返していたが、マテルヌスという悪辣さで知られた一人の頭目によって軍としての組織だった行動すら起こすようになっていた。
マテルヌス軍は各地の都市を襲撃しては、理由に関係なく投獄されていた罪人を解き放って自軍を肥大化させていった。
マテルヌス軍がイベリアにまで略奪の手を広げていることを報告されたコンモドゥスは激怒して、イベリアの総督達に討伐に関する厳命を下した。
マテルヌスは帝位を望んでいたものの、ローマ軍の正規部隊に戦いでは敵わず、また民衆の大多数はコンモドゥス帝を支持していることを理解していた。
従って反乱兵は皇帝を暗殺することで簒奪を成功させようと目論み、帝都に潜入して近衛隊の衣服を入手すると祝祭に出席している所を狙う計画を立てた。
しかしマテルヌスの計画に不満を持った反乱兵の一部が寝返り、彼らは祝祭に辿り着く前に捕らえられて首を刎ねられたという
9. 1 2  Herodian's Roman History1:12
10. 1 2 3  Herodian's Roman History1:13
11. 1 2  Herodian's Roman History1:15
12. ↑  Herodian's Roman History1:14
13. 1 2 3 4  Herodian's Roman History1:17
14. 1 2  “Commodus”. LIVIUS  Articles on Ancient History.   Jona Lendering. 2012年10月5日時点のオリジナルよりアーカイブ。2024年12月31日閲覧。
15. 1 2  Roman History LXXVI